# خوسيه انخيل فيدال
خوسيه انخيل فيدال (بالإسبانية: José Ángel Vidal)‏ مواليد 28 أكتوبر 1969 في بادرون، إسبانيا، هو دراج إسباني سابق في صنف سباق الدراجات على الطريق.

## روابط خارجية
- خوسيه انخيل فيدال على موقع أرشيف الدراجات (الإنجليزية)
- خوسيه انخيل فيدال على موقع إحصائيات الدراجات الإحترافية (الإنجليزية)
- خوسيه انخيل فيدال على موقع نسبة الدراجات (الإنجليزية)